# Долина гејзира
Долина гејзира је гејзирско поље на полуострву Камчатка у Русији. У овом басену, дугачком 6 km, налази се око 90 гејзира и много топлих извора, претежно с леве стране реке Гејзернаја. У близини је и вулкан Кихпињич. Читава ова област припада природном резервату Кроноцки, који је део светске баштине под заштитом УНЕСКО-а. Овом неприступачном терену се може прићи само хеликоптером. Открила их је научница Татјана Устинова 1941. године. Блатна бујица је 9. јуна 2007. покрила две трећине гејзирског поља и уништила неке од гејзира. Најпознатији гејзир с овог подручја, Великан, активан је и данас. 

## Оштећење и последице муљног тока, 2007. године
Дана, 3. јуна 2007. године масивни ток муља поплавио је двије трећине долине. Олег Митвол из руске Службе за надзор природних ресурса рекао је да смо „били свједоци јединственог природног догађаја, али посљедице такве природне катастрофе су неповратне.“ Свјетска баштина је такође изразила дубоку забринутост због овог питања. „Ово је трагично за човјечанство, јер смо изгубили једно од највећих свјетских чуда природе“, прокоментарисао је портпарол Свјетског фонда за дивље животиње. Дана, 5. јуна јављено је да се изнад долине формира термално језеро. До клизишта је дошло током снимања документарног филма Дивља Русија; који садржи снимке прије и послије катастрофе.